# 蕭來鳳
蕭來鳳（16世紀—17世紀），字啟韶、又号羽庭，廣東廣州府香山縣龍眼都人，明朝政治人物。

## 生平
蕭來鳳是萬曆四十三年（1615年）乙卯科廣東鄉試第四十四名舉人，天啟六年（1626年）授龍川教諭，崇禎三年（1630年）調合浦教諭，七年（1634年）陞河池州知州，河池位處偏僻，他為政使吏民安穩，十一年（1638年）陞南寧同知，署理接近安南的州份事務，統率官兵鄉勇共萬人，嚴於賞罰，勤於訓練，隊伍所過鄉落有數百名老幼迎送。

## 引用
1. 1 2  光緒《香山縣志·卷十三·列傳》：蕭來鳳，字啟韶，萬厯乙卯舉人，兩任龍川、合浦教諭，升知河池州，來鳳因其簡僻，為治吏民安之，遷南寧同知 張府志，嘗署邊州事，地近交阯，有官兵鄉勇各五千悉統於州官 申志，來鳳以書生將萬人，嚴賞罰，勤訓練，無敢失伍及得代，所過鄉落老幼送於道者數百，子欽相、孫立俱以明經通籍。 張府志
2. ↑  光緒《香山縣志·卷十一·選舉表》：舉人 明……萬厯……蕭來鳳 龍眼都人，字羽庭，四十三年乙卯科第四十四名，同知，有傳，申志